# يو شين
يو شين (بالصينية: 于鑫) هي منافسة ألعاب القوى صينية، ولدت في 23 فبراير 1977.

## وصلات خارجية
- يو شين على موقع الاتحاد الدولي لألعاب القوى (الإنجليزية)
- يو شين على موقع اللجنة الأولمبية الدولية (الإنجليزية)
- يو شين على موقع أوليمبيديا (الإنجليزية)
- يو شين على موقع اللجنة الأولمبية الصينية (الإنجليزية)